# 佐伯紀男
佐伯 紀男（さえき のりお、1961年〈昭和36年〉7月 - ）は、日本の法務官僚。法務省矯正局長。

## 人物
大阪府出身。東洋大学法学部を卒業後、1990年（平成2年）、法務省に入省する。
2014年（平成26年）、札幌矯正管区第二部長に就任する。
2020年（平成22年）、大阪拘置所長を経て、大臣官房公文書監理官に就任する。
2021年（令和3年）、大臣官房審議官（矯正局担当）に就任する。
2021年（令和3年）、矯正局長に就任する。
2022年  (令和4年)   、退官。